# Push-pull-strategie
Een push-strategie is marketing gericht op het vergroten van het aanbod. De term is afkomstig van het Engelse woord voor duwen (to push). Met een push-strategie probeert de onderneming de verkoop te stimuleren door het aanbod makkelijker beschikbaar te maken, bijvoorbeeld door het prominenter in de winkel geplaatst te krijgen. Een klassiek voorbeeld van een push-strategie in de supermarkt is het vergroten van schapruimte of schapposities (facings) voor hetzelfde product.
Het tegenovergestelde van push-strategie is pull-strategie. Ook dit begrip is afkomstig uit het Engels en betekent letterlijk trekken (to pull). In plaats van een duwende fabrikant, wordt hierbij door de klant aan het product getrokken. Een voorbeeld van een pull-strategie is een actie die erop gericht is om de product- of merkvoorkeur te vergroten, bijvoorbeeld door een advertentiecampagne te starten. In de ideale situatie leidt dit ertoe dat klanten bij retailers om het product gaan vragen, waardoor deze bewogen worden het product van de fabrikant af te nemen. Door het gebruik van de sociale media is deze vorm van klantenwerving sterk aan het toenemen.
Ook buiten het gebied van marketing en verkoop heeft het begrip push-pull-strategie ingang gevonden. Een voorbeeld hiervan is de logistiek, waarbinnen de term eveneens verwijst naar de oorsprong van de vraag (klant of aanbieder).